# Melissa Rodríguez (judoka)
Melissa Rodríguez (18 de octubre de 1981) es una deportista argentina que compitió en judo. Ganó dos medallas en el Campeonato Panamericano de Judo, en los años 2006 y 2013.

## Palmarés internacional
| Campeonato Panamericano | Campeonato Panamericano  | Campeonato Panamericano | Campeonato Panamericano |
| Año                     | Lugar                    | Medalla                 | Categoría               |
| ----------------------- | ------------------------ | ----------------------- | ----------------------- |
| 2006                    | Buenos Aires (Argentina) | Medalla de plata        | –52 kg                  |
| 2013                    | San José (Costa Rica)    | Medalla de bronce       | –57 kg                  |